# El Chamizo
El Chamizo är en ort i Mexiko.   Den ligger i kommunen Miahuatlán de Porfirio Díaz och delstaten Oaxaca, i den sydöstra delen av landet, 400 km sydost om huvudstaden Mexico City. El Chamizo ligger 1 650 meter över havet och antalet invånare är 216.
Terrängen runt El Chamizo är kuperad norrut, men söderut är den platt. Runt El Chamizo är det ganska tätbefolkat, med 70 invånare per kvadratkilometer. Närmaste större samhälle är Miahuatlán de Porfirio Díaz, 9,2 km söder om El Chamizo. Omgivningarna runt El Chamizo är en mosaik av jordbruksmark och naturlig växtlighet.